# Carsten Wolf
Pour les articles homonymes, voir Wolf.
Carsten Wolf (né le 26 août 1964 à Potsdam) est un coureur cycliste allemand. Issu de l'Allemagne de l'Est, il a d'abord été coureur amateur durant les années 1980, remportant le Tour de Basse-Saxe, la médaille d'argent de la poursuite par équipes aux Jeux olympiques de 1988 à Séoul, et le titre de champion du monde amateur de poursuite par équipes avec Thomas Liese, Guido Fulst et Steffen Blochwitz en 1989.

## Palmarès sur route
- 1987
  - 8e étape de l'Olympia's Tour
  - 4e étape du Tour de Liège
  - 3e du Tour de Castellón
- 1988
  - Prologue(b), 1reb (contre-la-montre par équipes), 5e, 7ea et 10e étapes du Tour de Basse-Saxe
  - 1re et 8e étapes de l'Olympia's Tour
  - 2e de l'Olympia's Tour
- 1989
  - Tour de Basse-Saxe :
    - Classement général
    - 3e, 6e, 7e, 8ea (contre-la-montre par équipes) et 8eb étape

  - 4e étape du Tour de Liège
- 1990
  - Prologue(b), 2e, 5e, 8ea et 8eb étapes du Tour de Basse-Saxe
- 1991
  - 7e étape du Tour de Suède
- 1997
  - 2e du Tour de Berlin

## Palmarès sur piste

### Jeux olympiques
- Séoul 1988
  -  Médaillé d'argent de la poursuite par équipes

### Championnat du monde professionnels
- Manchester 1996
  -  Médaillé de bronze de l'américaine

### Championnats du monde amateurs
- Zurich 1983
  -  Médaillé d'argent de la poursuite par équipes
- Vienne 1987
  -  Médaillé d'argent de la poursuite par équipes
- Lyon 1989
  -  Champion du monde de poursuite par équipes amateurs (avec Thomas Liese, Guido Fulst et Steffen Blochwitz)

### Championnats du monde juniors
- 1981
  -  Médaillé d'argent de la poursuite par équipes juniors
- 1982
  -  Champion du monde de poursuite juniors
  -  Médaillé d'argent de la poursuite par équipes juniors

### Jeux de l'Amitié
- 1984
  -  Médaillé d'or de la poursuite par équipes (avec Mario Hernig, Volker Winkler, Gerald Mortag et Bernd Dittert)

### Six jours
- 1994 : Cologne, Zurich (avec Urs Freuler)
- 1997 : Brême, Stuttgart (avec Andreas Kappes)

### Championnats d'Europe
- 1990
  -  Médaillé de bronze de l'américaine
- 1996
  -  Médaillé de bronze de l'américaine

### Championnats nationaux
- 1989
  -  Champion d'Allemagne de l'Est de la course aux points
- 1997
  -  Champion d'Allemagne de l'américaine (avec Andreas Kappes)